# Кактыньш, Адолфс
А́долфс Ка́ктыньш, также Адольф Кактиньш или Кактынь (латыш. Ādolfs Kaktiņš; 14 (26) июля 1885, Эрберге, ныне Маззалвская волость, Айзкраукльский край, Латвия — 25 июля 1965, Лос-Анджелес) — латвийский оперный певец (баритон).
В 1903—1912 гг. выступал на различных рижских театральных сценах, в том числе и как драматический актёр; первый исполнитель роли Лачплесиса в драме Райниса «Огонь и ночь» (1910). В 1913 г. пел в Нюрнберге, в 1915—1917 гг. в Санкт-Петербурге. В 1918—1940 гг. солист Латвийской национальной оперы. Гастролировал в Москве (1930, Большой театр, Амонасро в «Аиде» Джузеппе Верди и Эскамилио в «Кармен» Жоржа Бизе), Монте-Карло, Париже, Мюнхене, Стокгольме и др. Первый исполнитель партии Дауманта в опере Алфреда Калныньша «Банюта» (1920) и партии Лачплесиса в опере Яниса Медыньша «Огонь и ночь» (1921). В 1944 г. принял участие в премьере оратории Люции Гаруты «Господь, Твоя земля в огне!». В том же году покинул Латвию, жил в Германии, с 1949 г. в США.
Оставил несколько записей, в том числе арию Елецкого из оперы П. И. Чайковского «Евгений Онегин».

## Награды
- Орден Трёх звёзд III степени (1926)[2]
- Крест Признания II степени № 8 (16 ноября 1938)[3]